# هيبيرنوفيل

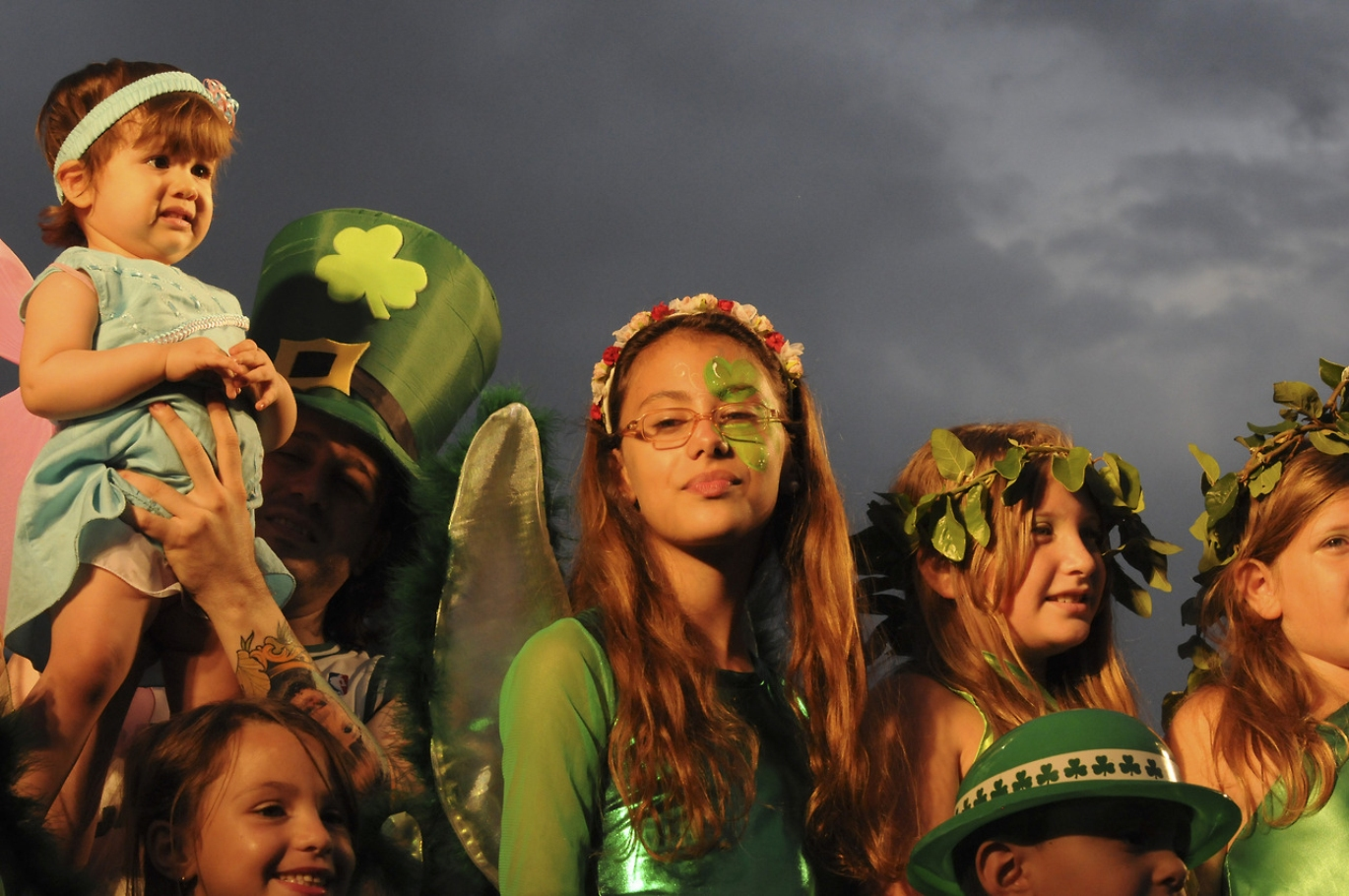
يوم القديس باتريك في بوينس آيرس.

هيبيرنوفيل هي عشق وحب وتقدير لإيرلندا وثقافتها وتاريخها ولغاتها وأدبها ومطبخها ومجتمعها وتطورها. المصطلح هيبيرنا هو الاسم الروماني لجزيرة أيرلندا.
غالبًا ما يستخدم هذا المصطلح على للأفراد وجه الخصوص في جميع أنحاء العالم (خصوصًا في الولايات المتحدة والمناطق التي يوجد فيها عدد كبير من الشتات الإيرلندي) الذين يبنون ظاهريًا أعمالهم، وسياستهم، أو ممارساتهم الاجتماعية حسب النموذج الإيرلندي. في بعض الحالات هيبيرنوفيل يمثل تفضيل الفرد في للثقافة الأيرلندية على ثقافة بلدهم، أو الاعتقاد بأن الثقافة الايرلندية متفوقة، أو تقدير التاريخ الأيرلندي.
الهيبيرنوفيل غالبًا ما تتمتع في حضور مسيرات يوم القديس باتريك التي تقام في جميع أنحاء العالم. كما أنها تميل إلى تفضيل أجزاء النمطية للثقافة الأيرلندية: نباتات النفل، الحجر النفاق، اللبركان والهراوات.
في بعض الحالات قد يطلق على الهيبيرنوفيل أيضًا بادي البلاستيك، وهو يعني الفرد الذي ينتحل الجوانب النمطية للثقافة الأيرلندية دون فهم ذلك. وغالبًا ما يستخدم هذا المصطلح على أنه تحقير في ايرلندا.